# جرج پی کوزماتوس
جرج پان کوزماتوس (انگلیسی: George Pan Cosmatos; ۴ ژانویهٔ ۱۹۴۱ – ۱۹ آوریل ۲۰۰۵) کارگردان و فیلمنامه‌نویس یونانی-ایتالیایی بود. پس از موفقیت اولیه در کشورش با فیلم‌های درام مانند قتل‌عام در رم با بازی ریچارد برتون (بر پایه رویداد واقعی قتل‌عام آردیتین)، کازماتوس کار خود را به سوی فیلم‌های اکشن و ماجراجویی «بلاکباستر» اصلی، از جمله گذرگاه کاساندرا و فرار به آتن تغییر داد. که هر دو فیلم محصول مشترک بریتانیا و ایتالیا بودند. او پس از نقل مکان به آمریکای شمالی، فیلم ترسناک از منشأ ناشناخته را کارگردانی کرد. پس از آن برخی از شناخته‌شده‌ترین آثار او، از جمله فیلم‌های اکشن رمبو ۲ و کبرا (با نقش‌آفرینی سیلوستر استالونه در هر دوی آنها)، فیلم علمی-تخیلی ترسناک لویاتان و فیلم وسترن توم‌استون که مورد تحسین منتقدان قرار گرفت، دنبال شد.

## اوایل زندگی
کوزماتوس در خانواده‌ای یونانی در فلورانس ایتالیا به دنیا آمد و در مصر و قبرس بزرگ شد. گفته می‌شود که او به شش زبان صحبت می‌کرد. پس از تحصیل در رشته سینما در مدرسه فیلم لندن، جایی که با همسر آینده‌اش، مجسمه‌ساز و هنرمند سوئدی، بیرجیتا لیونگبرگ، هنگامی که هر دو ۱۷ ساله بودند، آشنا شد، او دستیار کارگردان اتو پرمینگر در خروج (فیلم ۱۹۶۰) شد، در ۱ فوریه ۱۹۷۴، این زوج اولین و تنها فرزند خود، پانوس کوزماتوس، در رم به دنیا آمد. در اوایل دهه ۱۹۸۰، خانواده به ویکتوریا، بریتیش کلمبیا نقل مکان کردند. سرانجام در ۶ ژوئیه ۱۹۹۷، همسرش بیرجیتا درگذشت (او در همان جایی که به دنیا آمد به خاک سپرده شد) و حرفه کوزماتوس متوقف شد. کازماتوس در خارج از حرفه سینمایی خود یک مجموعه دار برجسته از کتاب‌های کمیاب بود که عمدتاً بر ادبیات انگلیسی قرن ۱۹ و ۲۰ و آثار امضا شده و کتیبه‌ای تمرکز داشت. کتابخانه او از طریق ساتبیز فروخته شد.

## کارگردانی
- گناه (۱۹۷۱) - sin
- قتل‌عام در روم (۱۹۷۳) - Massacre in Rome
- گذرگاه کاساندرا (۱۹۷۶) - The Cassandra Crossing
- فرار به آتن (۱۹۷۹) _ Escape to Athena
- از منشأ ناشناخته (۱۹۸۳) - Of Unknown Origin
- رمبو ۲ (۱۹۸۵) - Rambo: Part II
- کبرا (۱۹۸۶) - Cobra
- لویاتان (۱۹۸۹) - Leviathan
- سنگ قبر (۱۹۹۳) - Tombstone
- توطئه سایه (۱۹۹۷) - Shadow Conspiracy

## درگذشت
جورج پان کوزماتوس در ۱۹ آوریل ۲۰۰۵ در خانه‌اش در ویکتوریا (بریتیش کلمبیا) در سن ۶۴ سالگی بر اثر سرطان ریه درگذشت. پسرش پانوس کوزماتوس از او به یادگار ماند، پانوس بعداً کارگردانی شد و عمدتاً در ژانر ترسناک کار می‌کرد، جایی که او به خاطر فضای سورئال فیلم‌هایش مورد توجه قرار گرفت.